# Portrait of the Goddess
Portrait of the Goddess är det amerikanska metalcorebandet Bleeding Throughs andra studioalbum, utgivet i april 2002 på Indecision Records, ursprungligen på vinyl, och därefter på CD i juni samma år.
Fyra av spåren på skivan är nyinspelningar av låtar från bandets debut Dust to Ashes (2001).
Detta var basisten Vijay Kumars sista album med bandet och det första med gitarristen Brian Leppke samt trummisen Derek Youngsma, som ersatte Chad Tafolla respektive Troy Born. Skivan innehåller gästsång från John Pettibone (Himsa) och M. Shadows (Avenged Sevenfold). Gitarristen  Synyster Gates från det senare bandet bidrar med gitarrspel.
En musikvideo spelades in till "Our Enemies".

## Låtlista
1. "Rise" – 2:06
2. "Our Enemies" – 3:23
3. "Wake of Orion" – 5:25
4. "Just Another Pretty Face" – 3:04
5. "Savior, Saint, Salvation" – 6:33
6. "Turns Cold to the Touch" – 4:16
7. "Portrait of the Goddess" – 3:08
8. "Ill Part 2" – 4:41
9. "I Dream of July" – 3:34
10. "Insomniac" – 3:28

## Medverkande
Musiker
- Brandan Schieppati – sång
- Brian Leppke – gitarr, basgitarr
- Scott Danough – gitarr
- Vijay Kumar – basgitarr
- Molly Street – keyboard
- Derek Youngsma – trummor

Bidragande musiker
- John Pettibone – sång
- M. Shadows – sång
- Synyster Gates – gitarr

Produktion
- Greg Koller – producent, inspelningstekniker, mixning, mastering
- Molly Street – foto
- Dave Mandel – layout, design
- Mike Milford – layout, design